# 椎名ぴかりんのヤッてみるニュース
椎名ぴかりんのヤッてみるニュース（しいなぴかりんのヤってみるニュース）はインターネットテレビ局AbemaTVのAbemaSPECIALチャンネルで2016年10月7日 から配信されている生配信ニュースバラエティ番組。

## 概要
魔界人・椎名ぴかりんと麒麟・川島明がキャスターとなり、 「そのニュース、やってみよう!」をコンセプトに送るニュースバラエティ番組。政治・芸能・経済など様々なニュースに対し、椎名が持論を語る『ぴかりんの甘噛みニュ～ス』のコーナーなど、ニュースを新たな視点から切っていく。
毎週金曜に生配信という配信日は変わらないものの、出演者のスケジュールやAbemaTV編成都合により19時開始、21時開始、20時開始と3か月ごとに開始時間を移動。
2017年6月17日配信分に椎名の“会いたかった人”の一人として、永野が出演。あまりにも残念な結果だったことを理由に当月いっぱい、第38回での終了を発表した。

## 出演者

### レギュラー
- 椎名ぴかりん
- 川島明（麒麟）

### 準レギュラー
- 藤本淳史（田畑藤本） - ヤッてみる隊[4]
- なすなかにし（中西茂樹、那須晃行） - ヤッてみる隊
- 岩瀬唯奈（2017年5月まで椎名と「貴方ヲ2℃殺シマス。」を結成。解散後も不定期出演）
- 猫无れお（2017年5月まで椎名と「貴方ヲ2℃殺シマス。」を結成。解散後も不定期出演）
- 酒井瞳[5]

### 過去のレギュラー
- 田畑祐一（田畑藤本） - ヤッてみる隊[4]

## おもなコーナー
ぴかりんの甘噛みニュ～ス
ヤッてみる隊がニュースを読み、椎名が持論で解説する初期の中心コーナー。「直撃LIVE グッディ!」に出演していることもあり、ジャンルを問わず報道に詳しい川島が補足やツッコミを行う。
ぴかりんのヤッてみる記録的ニュ～ス
ニュースで話題となった物事や記録に、椎名やヤッてみる隊が挑戦するコーナー。
アイドル緊急座談会
椎名を含むアイドル数人でワンテーマを語る座談会。川島不在時には座談会参加者・光上せあらが事実上の進行を務めた。
MENSAクイズ
日本MENSA会員である藤本敦史が、IQクイズを出すコーナー。
今週のぴかり言（ごん）
初期のレギュラーコーナー。椎名が配信週のニュースをまとめて、創作格言として発表する。番組ラストに発表していたが、時間が無くなり省略したことが続き終了。